# Nehodiv
Nehodiv è un comune della Repubblica Ceca facente parte del distretto di Klatovy, nella regione di Plzeň.